# Relativismo cultural
O relativismo cultural é um processo de observar o conhecimento de sistemas culturais sem uma visão etnocêntrica em relação à sociedade do pesquisado, ou seja, realizar a observação sem usar qualquer meio ou parâmetro preconcebido e, assim, realizar um estudo e/ou observação do sistema cultural em questão sem nenhum preconceito. E, com isso, realizar a avaliação sem privilegiar os valores de um só ponto de vista, e estruturar o corpo social a partir de suas próprias características. As culturas estudadas adquirem, assim, seus próprios sistemas de valores e sua própria integridade cultural.

## Definição
O relativismo cultural parte do pressuposto de que cada cultura se expressa de forma diferente. Dessa forma, trata-se de pregar que a atividade humana individual deve ser interpretada dentro do contexto de sua própria cultura. Esse princípio foi estabelecido como axiomático na pesquisa de Franz Boas, nas primeiras décadas do século XX e, mais tarde, popularizado pelos seus alunos. Porém, o relativismo não é mero axioma (algo que não precisa ser provado ou um ponto de partida a prioridade), mas, antes, parte das conclusões que são produzidas da observação e da convivência com outros grupos e com suas convicções. Conforme um dos alunos de Boas, Melville Herskovits:
| “ | O princípio do relativismo cultural decorre de um vasto conjunto de fatos, obtidos ao se aplicar nos estudos etnológicos as técnicas que nos permitiram penetrar nos sistemas de valores subjacentes às diferentes sociedades. | ” |

A ideia foi articulada por Boas em 1887:   
| “ | ...civilização não é algo absoluto, mas (...) é relativa e nossas ideias e concepções são verdadeiras apenas na medida de nossa civilização. | ” |

Contudo, Boas nunca usou a expressão "relativismo cultural", que - em seu caráter axiomático - acabou ficando comum entre os  antropólogos depois da sua morte, em 1942. A expressão foi usada pela primeira vez em 1948, na revista American Anthropologist, e representava as ideias de Boas conforme a síntese de seus alunos a respeito dos princípios ensinados por ele.
Boas desenvolve o método tendo, por base, o relativismo cultural em contraposição às ideias evolucionistas vigentes de sua época. Critica, arduamente, o método desenvolvido por autores como Lewis Henry Morgan, que consiste em elucidar a evolução de todos os processos culturais em razão da sociedade mais "evoluída"ː nesse caso, a sociedade Europeia. Ou seja, todas as culturas estariam em um estado, em menor ou maior grau, de aproximação do que seria a sociedade mais evoluída, com isso, criando o método comparativo, que permeia as justificativas do evolucionismo. Boas debate, de forma concreta e lógica, o evolucionismo e suas ideias relativas, provando que as sociedades precisam ser estudadas através de seus próprios conceitos e, assim destruindo o discurso evolucionista vigente até então.
Antes, as ideias de F. Boas parecem coincidir com os postulados de Albert Einstein em sua teoria da relatividade. Para Einstein, baseando-se em Galileu, dois observadores podem observar o mesmo fenômeno de formas distintas. O que não significa relativismo absoluto, mas que, simplesmente, nos convida a procurar formas de diálogo. Na física, é a velocidade da luz que permite tal intercâmbio de perspectivas; já nas ciências sociais, tal possibilidade de troca seria ainda mais complexa, mas não inexistente, como reflete a noção boasiana de Herzenbildung (a cultura do coração), que envolve a vontade e a capacidade que os indivíduos em suas culturas têm de conferir oportunidade aos outros. Especialmente oportunidades concernentes a abrigo, comida e outras necessidades básicas..

## Contraste com o Relativismo Moral
Já o relativismo moral defende que o bem e o mal, o certo e o errado, entre outras categorias de valores, são relativos a cada cultura. O "bem" coincide com o que é "socialmente aprovado"  e o mal coincide com o que é socialmente desaprovado numa dada cultura. Os princípios morais, na realidade, descrevem convenções sociais e devem ser baseados nas experiências e normas compartilhadas pela sociedade analisada. Além disso, o relativismo cultural envolve declarações em epistemologia e metodologia. Se tais afirmações necessitam ou não de uma postura ética, é um argumento a ser debatido.
Por tudo isso, é importante que esse princípio não seja confundido com relativismo moral.

## Origens epistemológicas do relativismo cultural
Kant, quer na gnoseologia, ao apresentar o homem como dotado de conceitos puros a priori, as doze categorias; quer na ética, por meio da boa vontade (racional e formal), faz depender o conhecimento e a ação humana de categorias ou formulação universal. Por isso, Kant não apresenta um pensamento de relativismo cultural. Ele defende, sim, a subjetividade - a subjetividade do sujeito epistêmico ou do homem que decide de forma autónoma, obedecendo ao (seu) imperativo categórico. Aplica, com isso, um aspecto bem interessante da psicologia.